# Догадайло, Алексей Дмитриевич
Алексей Дмитриевич Догадайло (1920—2010) — полковник Советской Армии, участник Великой Отечественной войны, Герой Советского Союза (1946).

## Биография
Алексей Догадайло родился 20 февраля 1920 года в Пятигорске в рабочей семье. Окончил среднюю школу, работал мебельщиком, одновременно учился в пятигорском аэроклубе. В 1940 году Догадайло был призван на службу в Рабоче-крестьянскую Красную Армию. В 1942 году он окончил Батайскую военную авиационную школу пилотов. С марта 1943 года — на фронтах Великой Отечественной войны. Летал на самолёте «Ла-5». Участвовал в освобождении Харькова, Запорожья, Днепропетровска. Во время Корсунь-Шевченковской операции был сбит, но сумел приземлиться, при этом получил ранение. Через две недели он сбежал из госпиталя и вернулся в свою часть. Участвовал в освобождении Румынии, Венгрии, Болгарии, Югославии.
К марту 1945 года гвардии старший лейтенант Алексей Догадайло командовал звеном 177-го гвардейского истребительного авиаполка 14-й гвардейской истребительной авиадивизии 3-го гвардейского истребительного авиакорпуса 5-й воздушной армии 2-го Украинского фронта. К тому времени он совершил 220 боевых вылетов, принял участие в 43 воздушных боях, сбив 16 самолётов противника.
Указом Президиума Верховного Совета СССР от 15 мая 1946 года за «образцовое выполнение боевых заданий командования на фронте борьбы с немецкими захватчиками и проявленные при этом мужество и героизм» гвардии старший лейтенант Алексей Догадайло был удостоен высокого звания Героя Советского Союза с вручением ордена Ленина и медали «Золотая Звезда» за номером 6911.
Всего же за время войны Догадайло совершил 253 боевых вылета, принял участие в 47 воздушных боях, сбив 17 вражеских самолётов. 
После окончания войны он продолжил службу в Советской Армии. В 1954 году он окончил Военно-воздушную академию. В 1961 году в звании полковника Догадайло был уволен в запас. Жил в Днепропетровске. Умер 14 сентября 2010 года.
Был также награждён двумя орденами Красного Знамени, тремя орденами Отечественной войны 1-й степени, двумя орденами Красной Звезды, рядом медалей.